# Nation Towers Residential Lofts
Nation Towers Residential Lofts ist mit 268 Metern und 64 Etagen einer der höheren Wolkenkratzer in Abu Dhabi, der Hauptstadt der Vereinigten Arabischen Emirate. Auf einer Fläche von über 74.000 Quadratmetern beherbergt er hauptsächlich Wohnungen. Das Gebäude ist das Höhere von zwei Hochhäusern, die gemeinsam den Komplex Nation Towers bilden. Es ist seit 2012 fertiggestellt. Anfang 2013 konnten die ersten Bewohner einziehen.